# رودني مور (ملاكم)
رودني مور (بالإنجليزية: Rodney Moore)‏ مواليد 21 فبراير 1965 في كارولاينا الشمالية، هو ملاكم محترف أمريكي معتزل كان يصنف ضمن فئة وزن الوسط.

## إحصائيات
خاض خلال مسيرته 50 نزالا، فاز في 38 وتعادل في 2 وخسر في 10. فاز بالضربة القاضية في 20 نزالا.

## روابط خارجية
- رودني مور على موقع بوكس ريك (الإنجليزية) (registration required)